# Parc du Bouddha
Le Parc du Bouddha (ou Xieng Khuan) est un parc situé à 25 kilomètres à l'Est de Vientiane, au Laos. Il contient environ 200 statues bouddhistes et hindoues en béton.

## Historique
Le parc a été initié en 1958 par Luang Pu Bunleua Sulilat, un chaman-prêtre-yogi qui a mêlé hindouisme et bouddhisme.
Après la révolution de 1975, Bunleua Sulilat a fui le Laos pour la Thaïlande où il a ouvert un parc similaire à Nong Khai, Sala Keoku.
Le parc appartient désormais à l’État et est géré comme un site touristique.

## Galerie

Parc du Bouddha
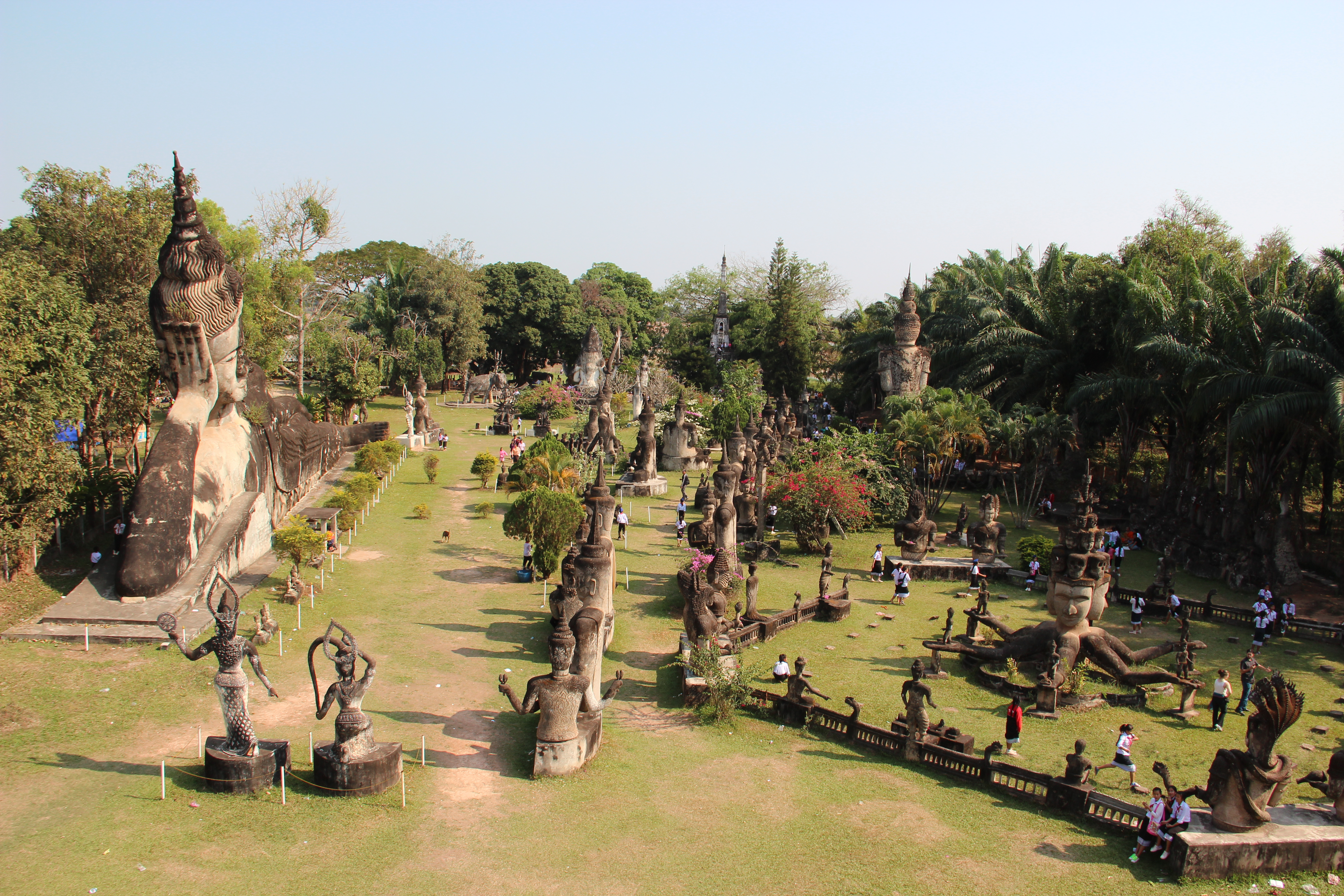
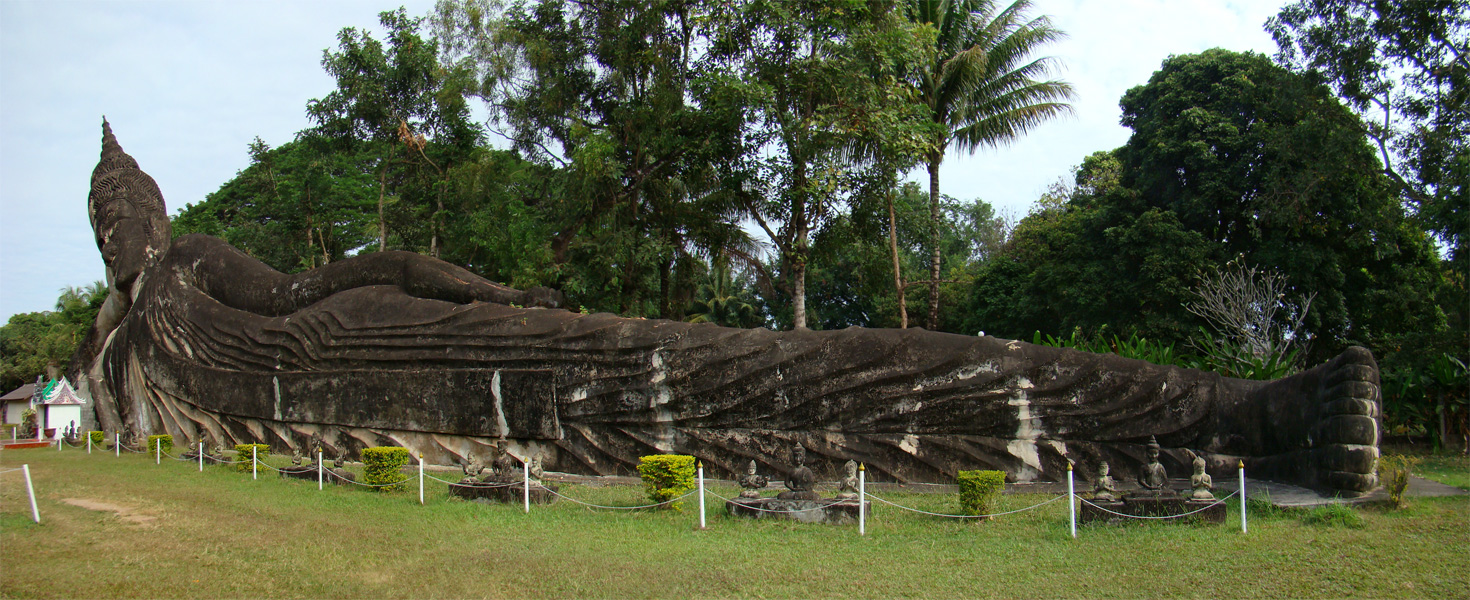
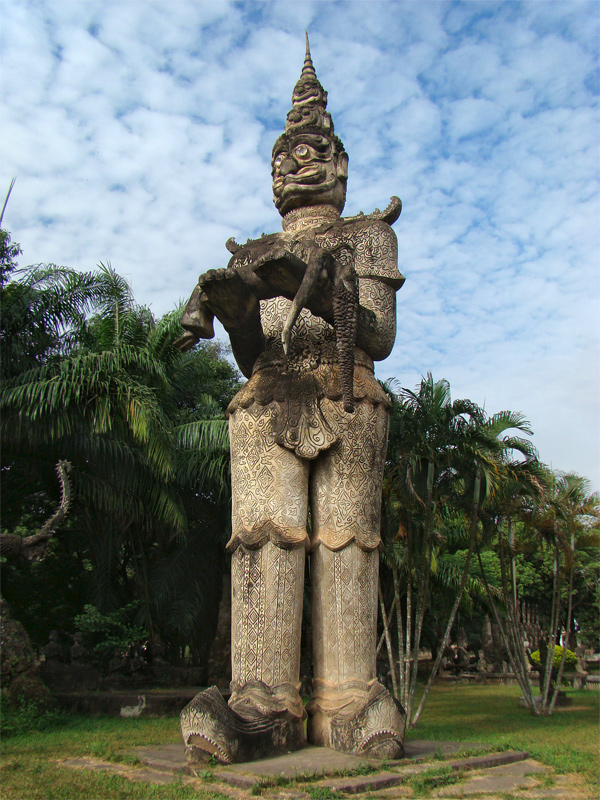
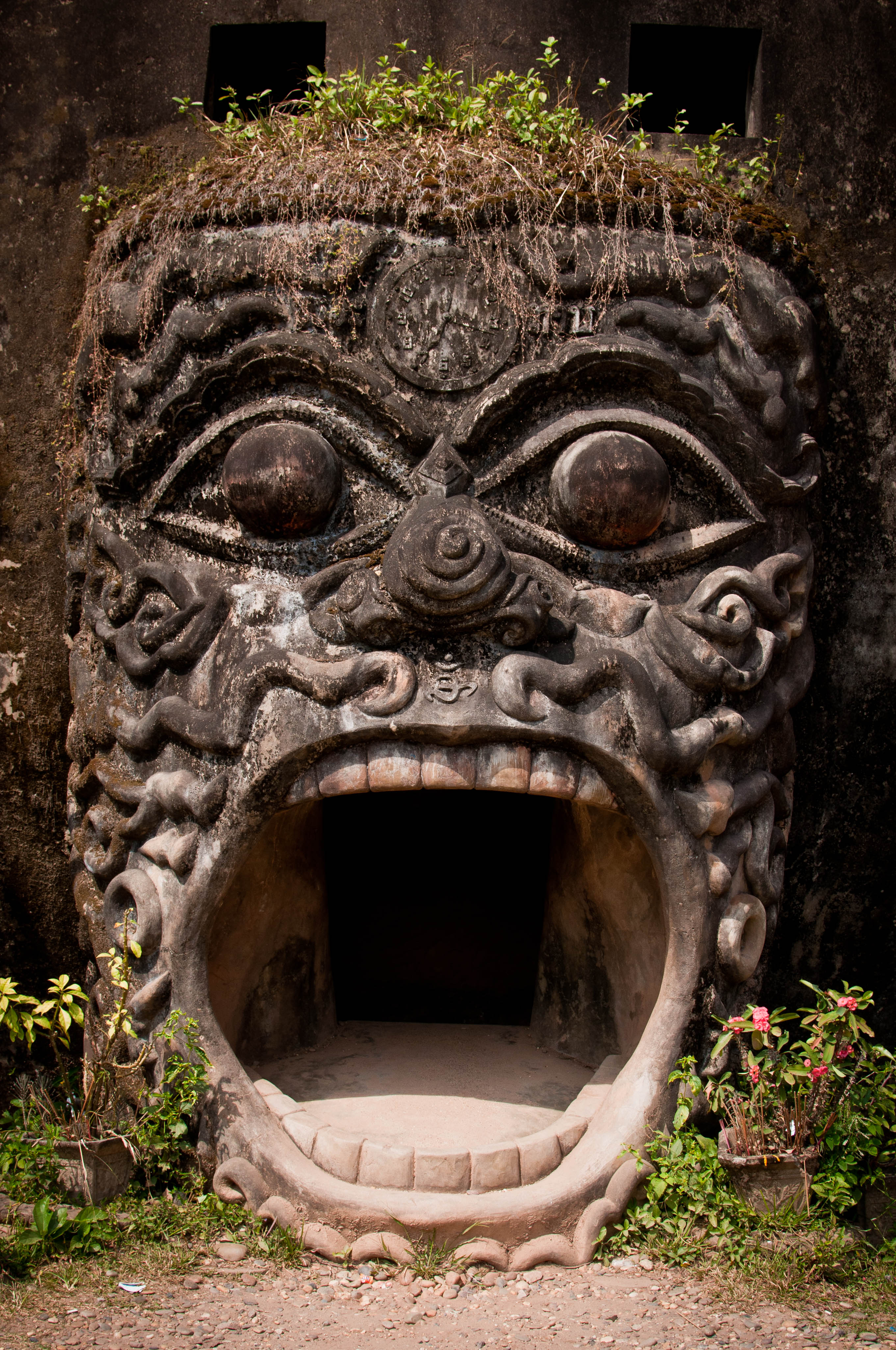
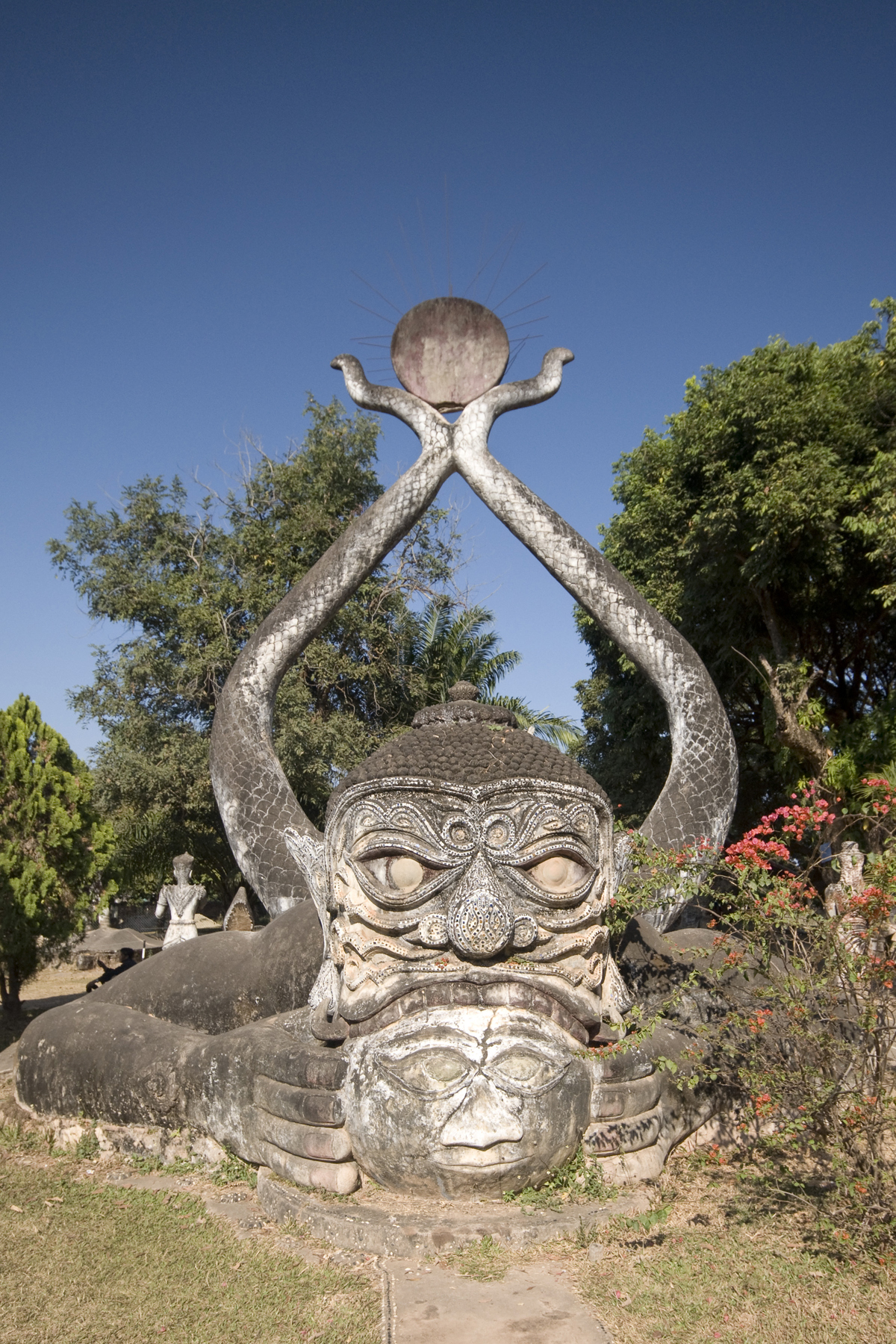

## Source
- (en) Cet article est partiellement ou en totalité issu de l’article de Wikipédia en anglais intitulé « Buddha Park » (voir la liste des auteurs).